# Sølvtrappe
Sølvtrappe (Eupodotis hartlaubii) er en fugleart, der lever i det østlige Afrika.